# Blue Dragon Film Award

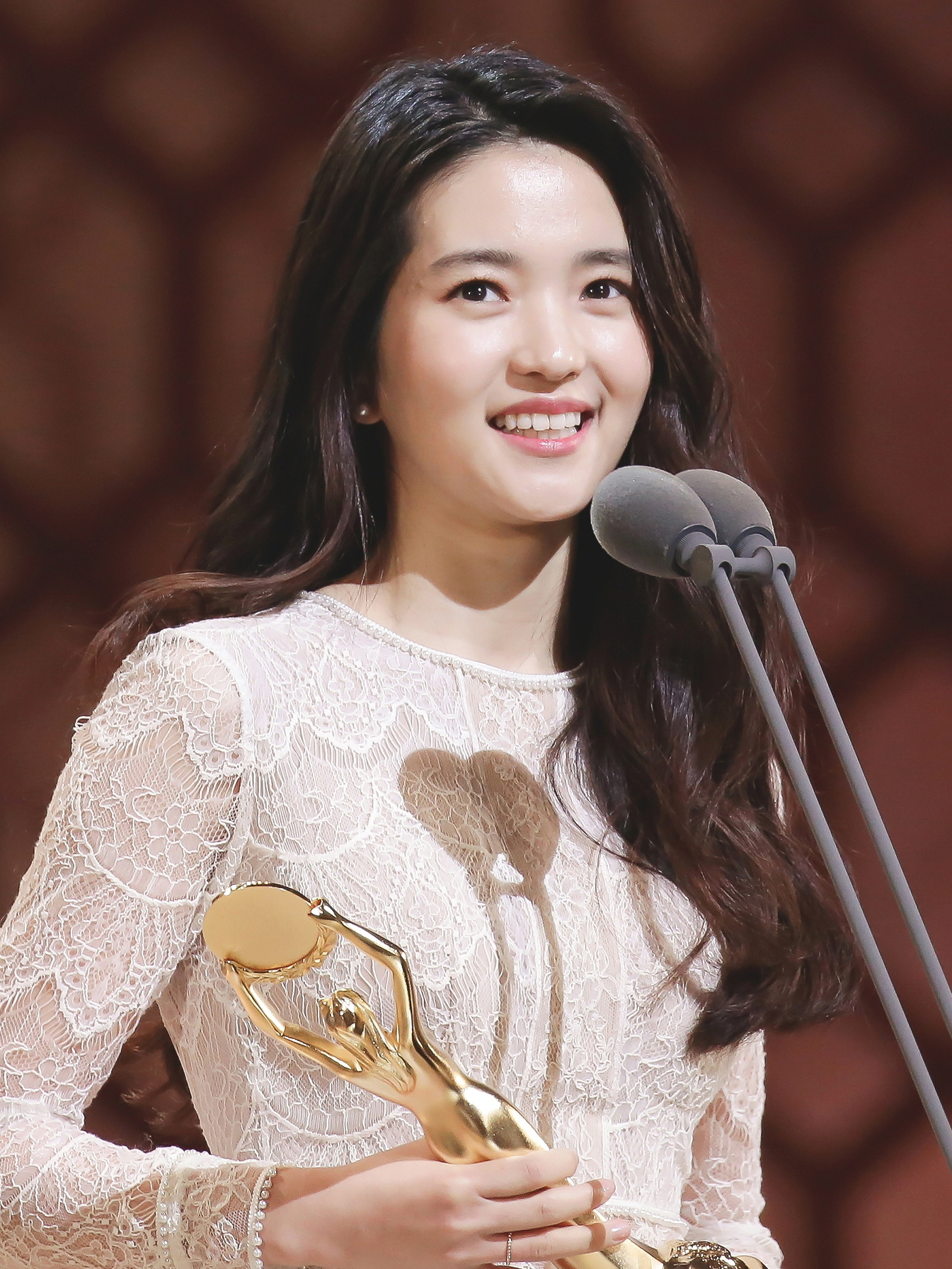
Kim Tae-ri stringe il premio vinto nel 2016 come migliore attrice debuttante

Il Blue Dragon Film Award (청룡영화상?, Cheongnyong YeonghwasangLR) è un premio cinematografico assegnato annualmente ai blockbuster o ai film popolari di alto contenuto artistico che si sono maggiormente distinti nella produzione cinematografica sudcoreana. Istituito nel 1963 dal quotidiano The Chosun Ilbo, insieme al Grand Bell Award rappresenta uno dei principali premi cinematografici della Corea del Sud.

## Storia
Creato nel 1963 dal quotidiano The Chosun Ilbo, il Blue Dragon Film Award è stato interrotto nel 1973 e poi ripreso nel 1990 sotto la gestione di  Sports Chosun, quotidiano sportivo appartenente allo stesso The Chosun Ilbo.

## Categorie in concorso
- Miglior film
- Miglior regista
- Miglior attore protagonista
- Migliore attrice protagonista
- Miglior attore non protagonista
- Migliore attrice non protagonista
- Miglior regista debuttante
- Miglior attore debuttante
- Migliore attrice debuttante
- Migliore sceneggiatura
- Migliore fotografia e luci
- Migliore scenografia
- Migliore musica
- Miglior montaggio
- Premio tecnico (assegnato per gli effetti speciali, i costumi, o le scene di azione)
- Miglior cortometraggio
- Premio Popular Star

## Migliori film
- 1963: Hyeolmaek, regia di Kim Soo-yong
- 1964: Ingyeo ingan, regia di Yu Hyun-mok
- 1965: Jeo haneuledo seulpeumi, regia di Kim Soo-yong
- 1966: Shijang, regia di Lee Man-hee
- 1967: Sanbul, regia di Kim Soo-yong
- 1969: Kaineui huye, regia di Yu Hyun-mok
- 1970: Dokjinneun neulgeuni, regia di Choi Ha-won
- 1971: Okhabeul ggaedeuril dae, regia di Kim Soo-yong
- 1972: Seokhwachon, regia di Jung Jin-woo
- 1973: Samil cheonha, regia di Shin Sang-ok
- 1990: Keduldo urichurum, regia di Park Kwang-su
- 1991: Saui Chanmi, regia di Kim Ho-sun
- 1992: Urideului ilgeuleojin yeongung, regia di Park Jong-won
- 1993: Seopyeonje, regia di Im Kwon-taek
- 1994: Taebaek sanmaek, regia di Im Kwon-taek
- 1995: Jeon tae-il, regia di Park Kwang-su
- 1996: Chukje, regia di Im Kwon-taek
- 1997: Chorok Mulgogi, regia di Lee Chang-dong
- 1998: Palwor-ui Christmas, regia di Hur Jin-ho
- 1999: Nowhere to Hide (Injeong sajeong bol geot eobtda), regia di Lee Myung-se
- 2000: Joint Security Area, regia di Park Chan-wook
- 2001: Bomnaleun ganda, regia di Hur Jin-ho
- 2002: Ebbro di donne e di pittura (Chihwaseon), regia di Im Kwon-taek
- 2003: Primavera, estate, autunno, inverno... e ancora primavera (Bom Yeoareum Gaeul Gyeoul Geurigo Bom), regia di Kim Ki-duk
- 2004: Silmido, regia di Kang Woo-suk
- 2005: Lady Vendetta (Chinjeolhan geumjassi), regia di Park Chan-wook
- 2006: The Host (Gwoemul), regia di Bong Joon-ho
- 2007: Uahan segye, regia di Han Jae-rim
- 2008: Uri saengae choego-ui sungan, regia di Yim Soon-rye
- 2009: Madre (Madeo), regia di Bong Joon-ho
- 2010: The Secret Reunion (Uihyeongje), regia di Jang Hoon
- 2011: The Unjust (Budanggeorae), regia di Ryoo Seung-wan
- 2012: Pietà (Pieta), regia di Kim Ki-duk
- 2013: So-won, regia di Lee Joon-ik
- 2014: Byeonhoin, regia di Yang Woo-suk
- 2015: Amsal, regia di Choi Dong-hoon
- 2016: Naebujadeul, regia di Woo Min-ho
- 2017: A Taxi Driver (Taeksi unjeonsa), regia di Jang Hoon
- 2018: 1987 - When the day comes (1987), regia di Jang Joon-hwan
- 2019: Parasite (Gisaengchung), regia di Bong Joon-ho
- 2020: The Man Standing Next, regia di Woo Min-ho
- 2021: Escape from Mogadishu, regia di Ryoo Seung-wan